# Oenothera suffrutescens
Oenothera suffrutescens är en dunörtsväxtart som först beskrevs av Nicolas Charles Seringe, och fick sitt nu gällande namn av Warren Lambert Wagner och Hoch. Oenothera suffrutescens ingår i släktet nattljussläktet, och familjen dunörtsväxter. Inga underarter finns listade i Catalogue of Life.

## Bildgalleri

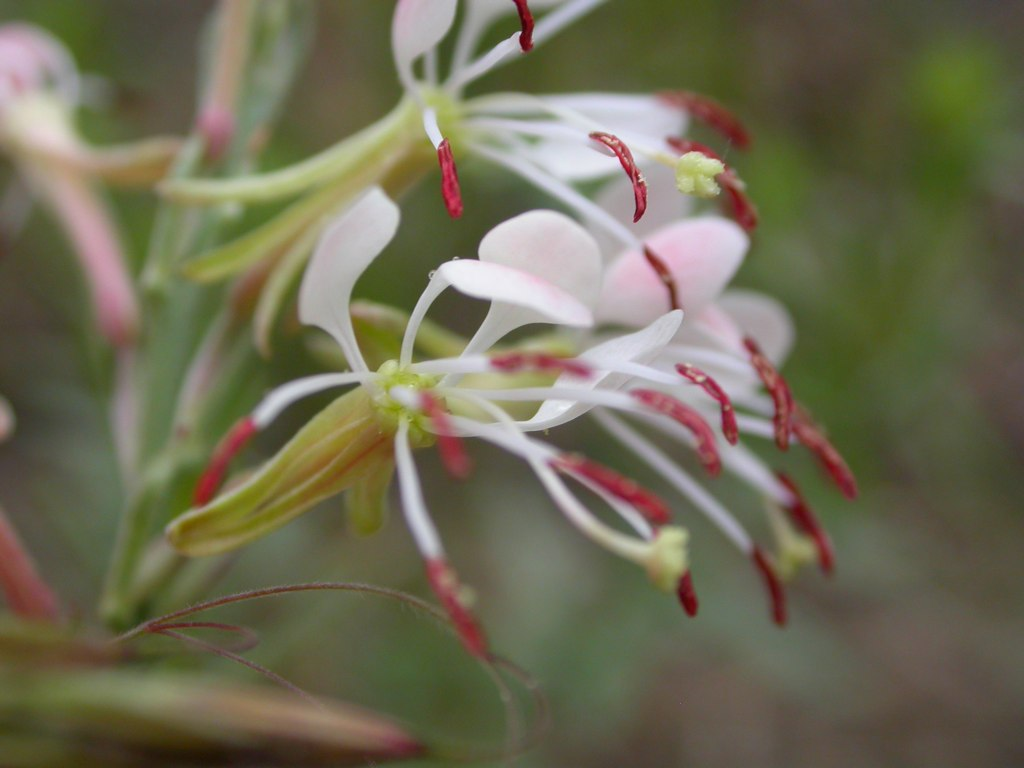
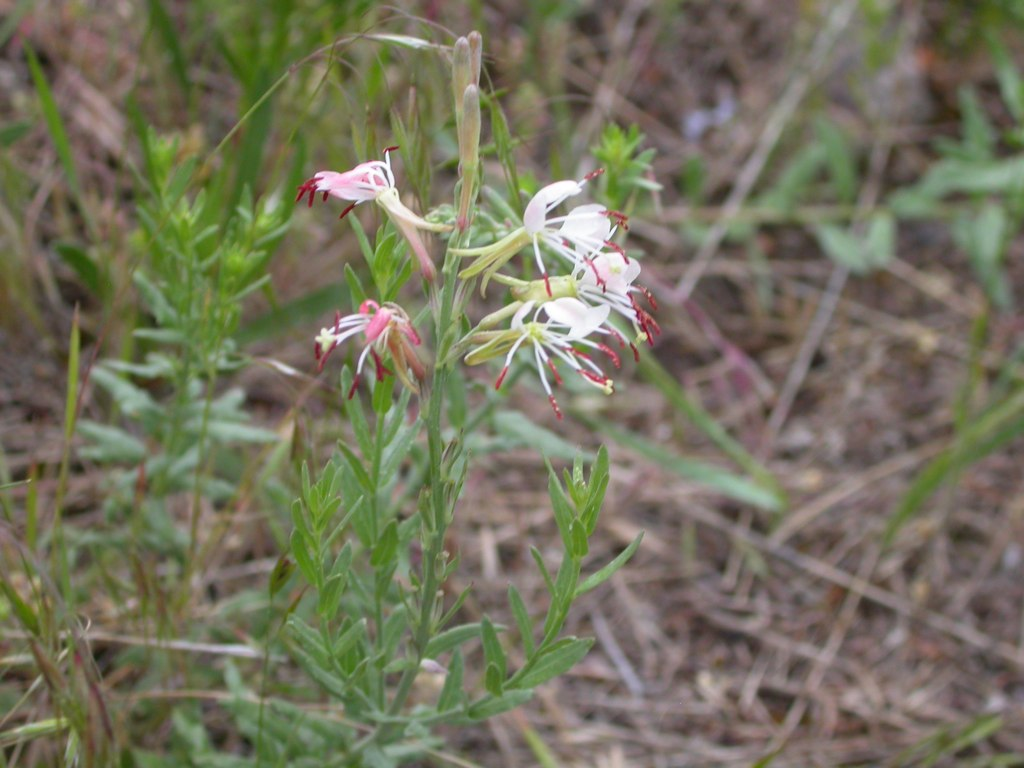
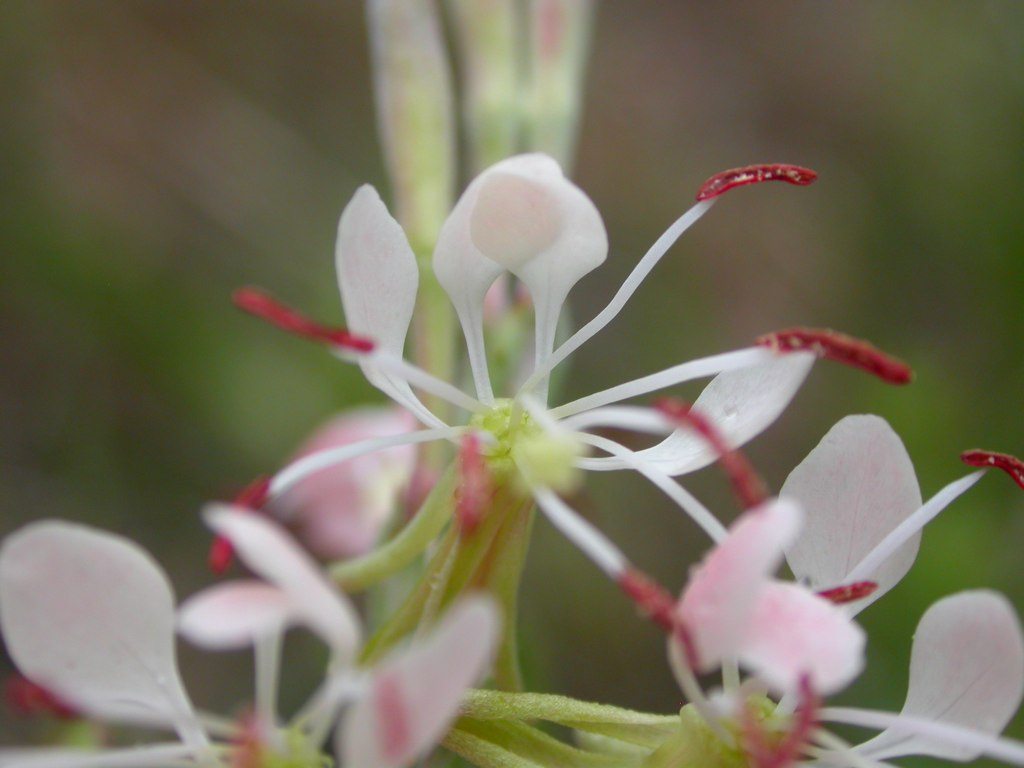
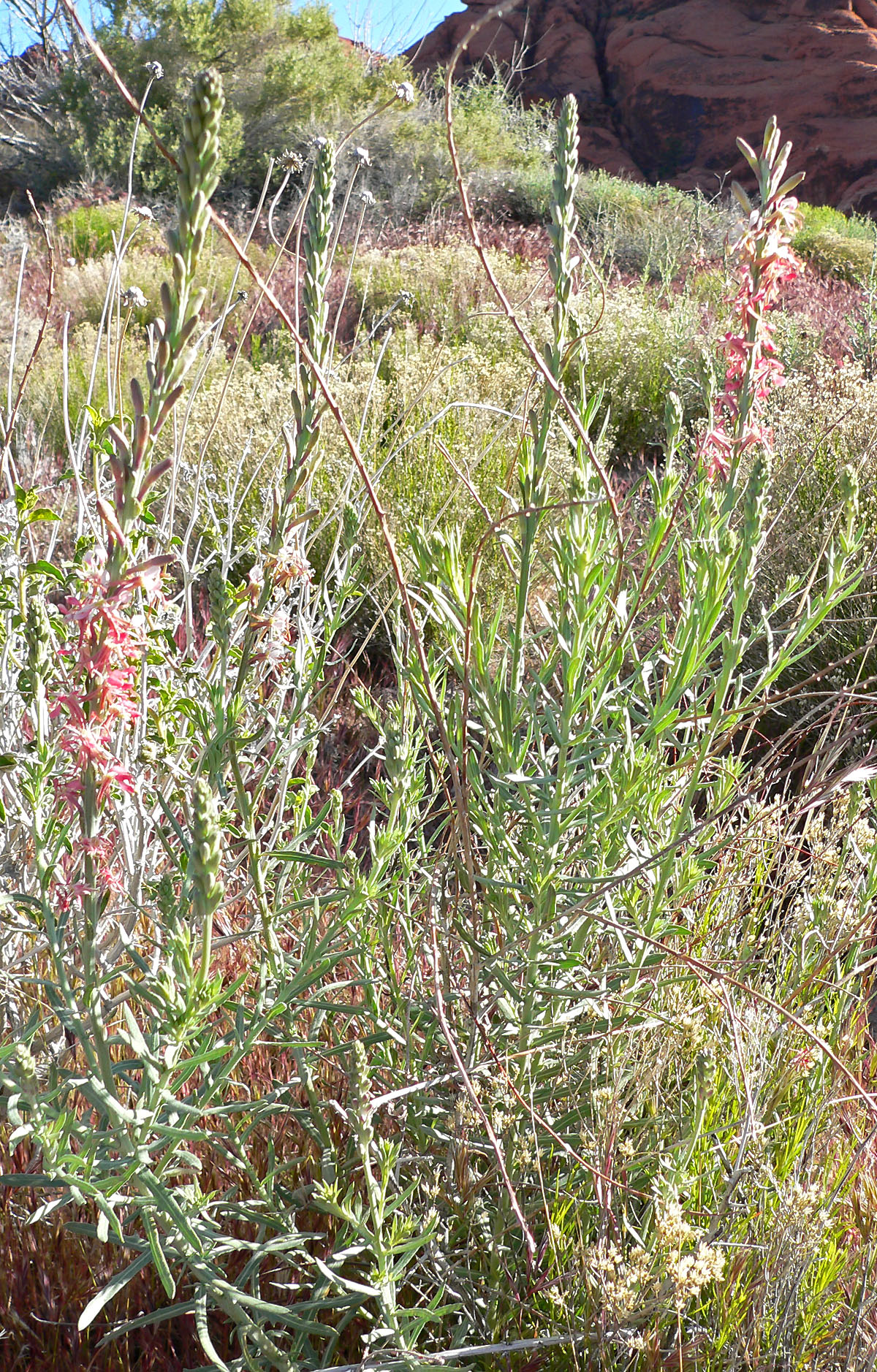
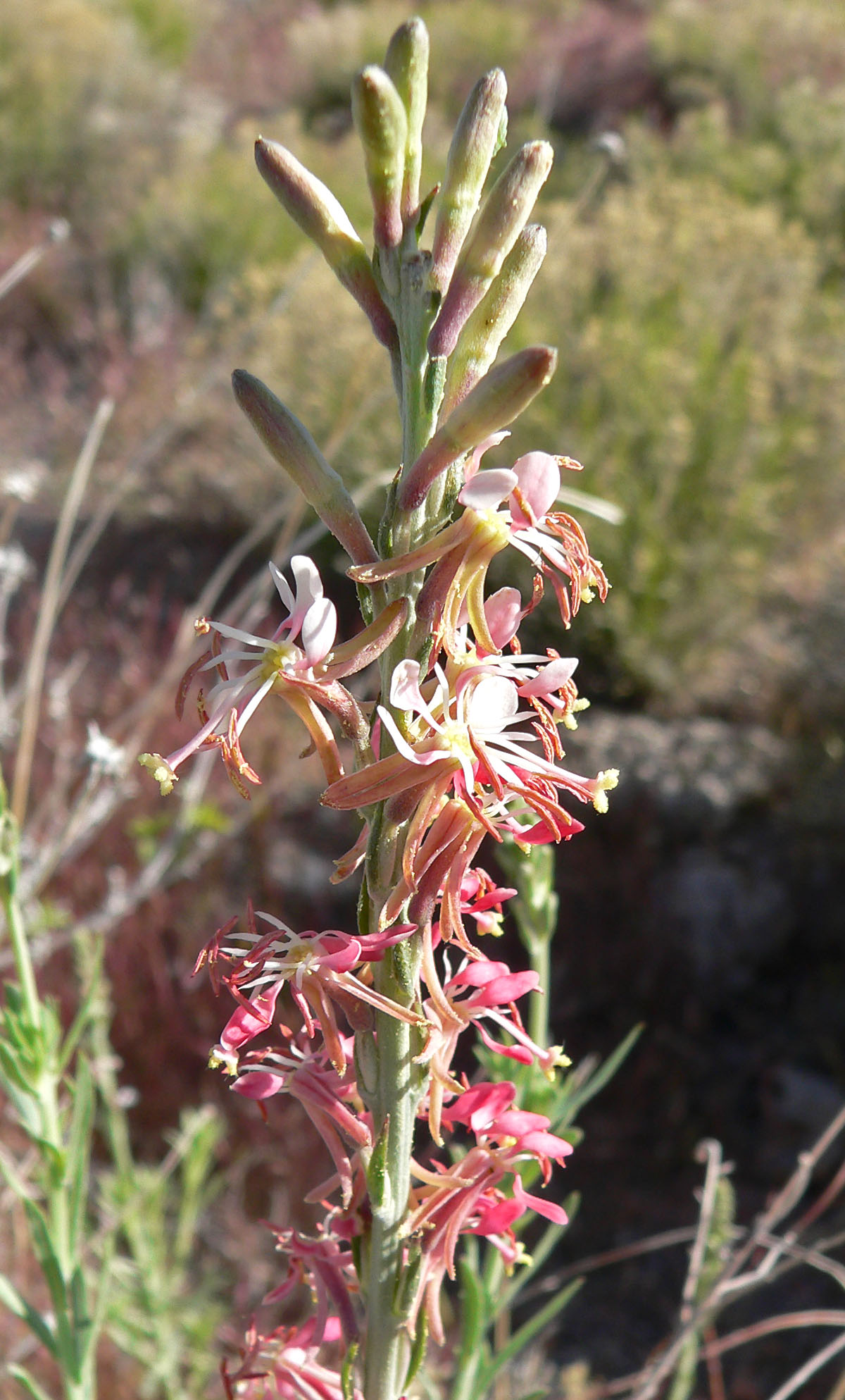
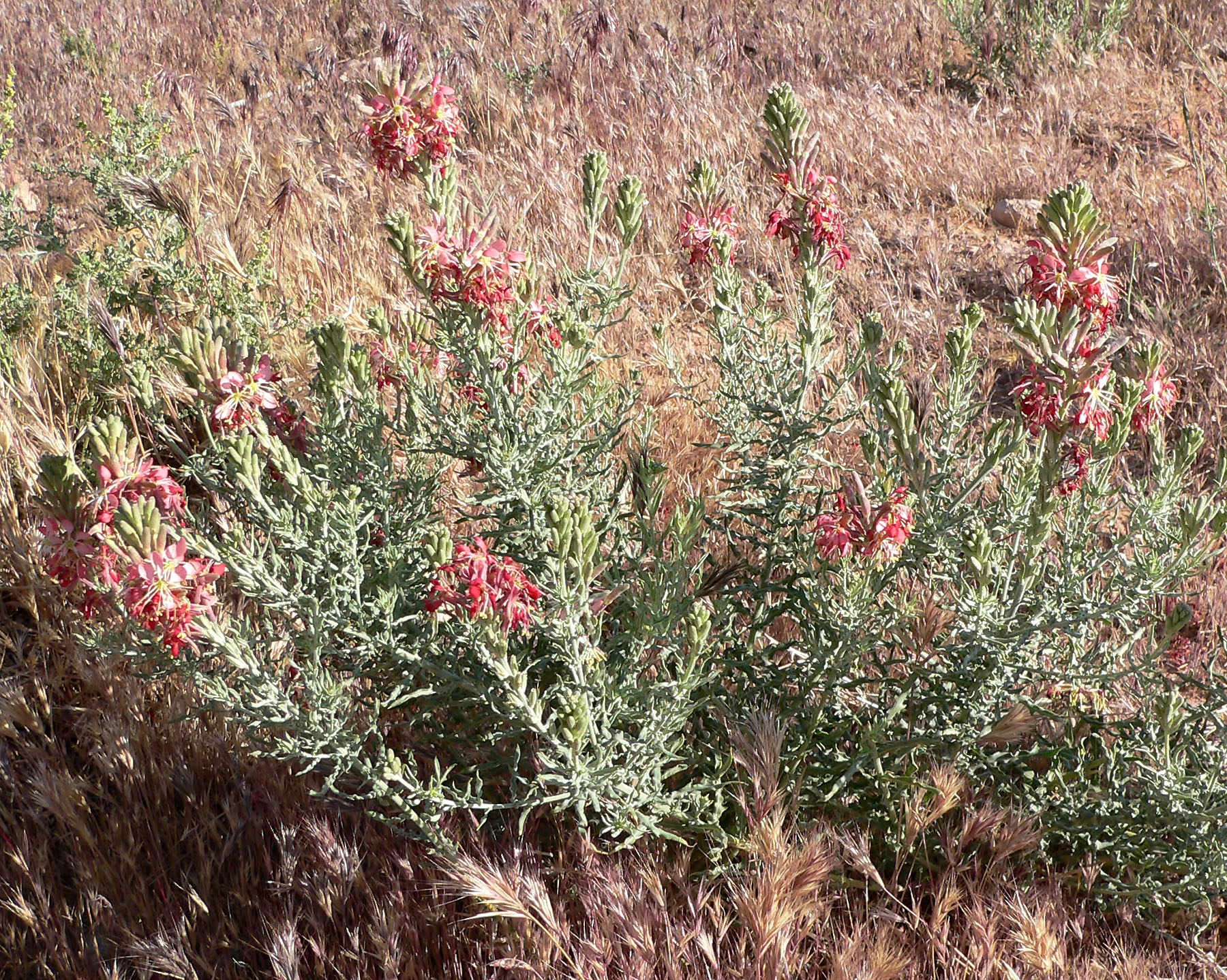